# Movilița (Vrancea)
Pour les articles homonymes, voir Movilița.
Movilița est une commune roumaine située dans le județ de Vrancea. Il est composé de cinq villages : Diocheți-Rediu, Frecăței, Movilița, Trotușanu et Văleni.